# Chinautla, Mexiko
Chinautla är en ort i Mexiko.   Den ligger i kommunen Chignautla och delstaten Puebla, i den sydöstra delen av landet, 190 km öster om huvudstaden Mexico City. Chinautla ligger 1 984 meter över havet och antalet invånare är 9 259.
Terrängen runt Chinautla är lite bergig. Runt Chinautla är det ganska tätbefolkat, med 179 invånare per kvadratkilometer. Närmaste större samhälle är Teziutlan, 3,0 km öster om Chinautla. I omgivningarna runt Chinautla växer huvudsakligen savannskog.